# Združenje vojaških gornikov Slovenije
Združenje vojaških gornikov Slovenije  (ZVGS) je bilo ustanovljeno 23. novembra 2007, na Dan generala Maistra v Poljčah.
Združenje je član mednarodne federacije vojakov gorskih enot – International federation of Mountain Soldiers (IFMS), v katero so poleg Slovenije vključene še Avstrija, Francija, Italija, Nemčija, Poljska, Španija, Švica in Združene države Amerike.
ZVGS temelji na vrednotah prizadevanj za mir in spoštovanje človekovih pravic, ohranjanju vrednot gorske narave, vzpodbujanju prijateljstva med vojaki-gorniki in negovanju spomina na padle vojake v gorah. Slovensko združenje je odprto za članstvo vseh, ki so kot vojaki služili v gorskih enotah nekoč in danes. Med ustanovnimi člani združenja so mnoga znana imena slovenskega alpinizma in smučanja, nekoč ali še danes, pripadniki gorskih in drugih enot Slovenske vojske, ki se udejstvujejo v gorah.
Med njimi tudi eden izmed legend slovenskega vojaškega gorništva, še vedno čil 83-letnik Srečko Tušar. Na zboru je zbranim dejal: Mnogo je vojakov, a vojak v gorah je lahko le vojak s srcem, s pravo ljubeznijo do gora!
Združenje je s svojimi aktivnostmi dejavno doma in v okviru mednarodne federacije IFMS. 